# Kuře Napipi a jeho přátelé
Kuře Napipi a jeho přátelé jsou dětská kniha z roku 1941, obsahující veselé příběhy o zvířatech a dětech na venkovském dvoře. Autorem je známý český spisovatel, malíř, novinář a herec loutkového divadla Ondřej Sekora. Kniha obsahuje mnoho obrázků a komiksů, jež ilustroval sám autor. Kniha vznikla krátce po Sekerovo známějším díle s názvem Ferda Mravenec z roku 1936. Po několika pokračováních Ferdy hledal Sekora „nové tematické a kompoziční cesty“.
Texty původně vycházely na pokračování v Lidových novinách v letech 1939 až 1941. Příběhy jsou řazeny do prostředí venkovského dvora, kde se to hemží různými hospodářskými zvířaty a dětmi, které si s nimi hrají, dovádějí a vymýšlejí mnoho dětských nezbedností. Ondřej Sekora v knize představuje svoji mnohostrannost, napsal do ní veselé příhody, nakreslil komiksy s Napipi a vymyslel mnoho dětských her a rébusů. Přestože příběhy kuřete Napipi a další Sekorova díla jsou staré několik desítek let, stále znovu a znovu se čtou a jeho postavičky milují další generace dětí. Podobně jako u svých ostatních děl využívá Sekora v Kuřeti Napipi epizodickou kompozici a klade důraz na dramatičnost scén, pohyb, jednoduché nápady a grotesku.

## Obsah

### Povídky
- Náš Brok
- Jak kuře Napipi dělalo páva
- O Malinovic prasátku
- Jak Stanislav skládal rébusy
- O rytířích z Bumbrlíkova a z Velké Vody
- O jídle, které chodilo na procházku
- O strašidle na Červeném hrádku
- Co na to řekla maminka
- Jak Napipi vyplatilo Broka
- Jak se luští rébusy
- Dětská kapela
- O lodičkách na kouzelné ostrovy a na severní točnu
- Brokovo velké vodní dobrodružství
- Co pan Pánek dovedl
- O zázračných hvězdách s pavouky
- Dvě úlohy proti sobě
- O užovce, která byla hodná, ale přece utíkala
- Napipi a zmrzlina
- Zoologická zahrada snadno a rychle
- Jak děti chystaly veliký cirkus
- A jak ten cirkus dopadl
- A přece to dopadlo dobře

### Komiksové básně a říkanky
- Napipi má rádo kvítí, zahrádku chce také míti
- Jak si kuře při papání před štípáním pírka chrání
- Kde zobák nemůže, tam chytrost pomůže
- Cesta k ptačí kráse vskutku těžká zdá se
- Napipi, co vidí, rádo napodobí
- Ne každý, kdo zpívá, velký úspěch mívá
- Napipi jen dobro chtělo – na něco však zapomnělo
- Několik rébusů podle vzoru Napipi (rébus)
- Kuře z velké hltavosti dostane teď práce dosti
- Jak se kuře vrány bálo a co se pak všechno stalo
- Co Brok, to nesmí kuře, mohlo to dopadnout hůře

## Postavy
- kuře Napipi – nezbedné kuře na venkovském dvoře
- Brok – pes
- Malinovic prasátko
- pan Pánek – soused
- Márinka – starší sestra
- Boženka – nejmladší z dětí
- Stanislav – kamarád dětí
- Zdenda – bratr Barči, Boženky a Márinky
- vlasatý kluk – kluk, který se k dětem přidal
- Tonda – kamarád vlasatého kluka
- Malinovic maminka – maminka Márinky, Boženky, Barči a Zdendy
- Barča - nejstarší dcera maminky

## Děj
Napipi je nezbedné kuře žijící na venkovském statku, které v krátkých příbězích se svými přáteli vymýšlí různé hry a neplechy, které je mnohdy dostanou do problémů. Tuhle si děti vymyslely, že si budou hrát na rytířské turnaje, jindy si řekly, že budou pouštět králíčky po vodě. I Napipi mělo také mnoho nápadů. Nejčastěji dovádělo se psem Brokem a vzájemně si opláceli to, co jeden druhému udělali. Kuře nejraději napodobovalo, co samo vidělo, a přálo si být jako ostatní. Jednoho dne děti vymyslely, že vytvoří zoologickou zahradu a cirkus. To se ale nesetkalo se spokojeností jejich maminky, která jim záhy vyhubovala, že trápí zvířata. Avšak pomohla dětem vytvořit takovou zoologickou zahradu, která bude ke zvířatům šetrná. Děti se tedy naučily pást husy, krmit králíčky a mnoho dalších činností. Největším úspěchem dětí však bylo to, že dokázaly smířit Napipi s Brokem. Takže kuře mohlo sedět klidně v Brokově boudě a nic se mu nestalo.

### Náš Brok
Jednou si Boženka, Márinka, Zdenda a Stanislav vytvořili vozík, který zapřáhli za svého psa Broka, a posadili se do něj. Brok je vozí po celém dvoře a děti jsou z toho velmi nadšené. Stane se ale nemilá věc. Kuře Napipi se připlete před Broka a ten děti vyklopí. Celý vozík se dětem rozbije a ony jsou z toho smutné. Stanislav neváhal a vymyslel plán na nový vozík. Děti byly z jeho návrhu ohromené. Vymýšlely do něj další vylepšení. Daly dohromady tolik nápadů, že nakonec vozík vůbec neudělaly.

### Kuře Napipi dělalo páva
Na sousedově dvoře se objevil páv. Všechny děti z něho byly ohromeny a pozorně si ho prohlížely. Také Napipi z něho bylo celé vedle. Kuře dostalo nápad a sedlo si před jedno ozdobné okno, které vypadalo právě jako ten překrásný ocas zámeckého páva. Slepice na něho udiveně hleděly. I maminka s Boženkou by tomu málem samy uvěřily.

### O Malinovic prasátku
U Malinů na dvoře bylo prasátko, kterému říkali Mazlíček. I u souseda pana Pánka bylo prasátko. Ale bylo mnohem hezčí než Malinů, jelikož mělo zatočený ocásek. Márince to bylo moc líto, a tak rovný ocásek Mazlíčka zdobila pentličkou. Ale prasátko pentli hned umazalo a strhlo. Nakonec se děti rozhodly mu ocásek zatočit nažhaveným želízkem, jako to dělávala jejich teta s vlasy. Ocásek prasátka však spálily. Prasátko se několik dní bálo vyběhnout na dvůr. A tak si děti hrály na doktory, Mazlíčka ošetřovaly a dávaly mu dobroty, takže velmi rychle ztloustlo a bylo hezčí než prasátko pana Pánka.

### O užovce, která byla hodná a přece utíkala
Jednoho dne přinesl pan Pánek dětem užovku, aby si s ní mohly hrát. Děti svoji novou kamarádku nosily všude s sebou a vymýšlely různé hry a neplechy. Dokonce užovku daly do rybníka, doháněly ji a chytaly. Jednou s ní Márinka šla i do obchodu a připlacení nejdříve vytáhla z kapsy hada a teprve potom peněženku. Všichni se v obchodě polekali. Ale třetího dne jim užovka z dětského pokoje zmizela. Had se nečekaně schoval do punčochy a ráno vylekal Barču, která si punčochu navlékala. Křik uslyšel i pan Pánek, a proto se přiběhl podívat, co se děje. Řekl dětem, že užovka hledá jídlo a že ji musí nakrmit. Děti své kamarádce vytvořily pelíšek a pan Pánek přinesl užovce pulce ve vodě.

## Přijetí
Kniha Kuře Napipi a jeho přátelé díky svým veselým a komickým příhodám vzbudilo zejména v generaci mladšího školního věku obrovskou pozornost a zájem. Toto Sekorovo dílo je často zařazováno i do společného čtení ve školních lavicích. Napipi je velmi oblíbená u dětí pro vtipnost a různorodost příběhů, pro velké množství obrázků a komiksů a pro originálnost nápadů ke hrám, jež mnoho z nich děti mohou i samy realizovat. Luisa Nováková dílo označila za „polyfunkční knížku“.
I když je kniha u většiny české populace oblíbená, objevují se i některé často opakované připomínky a kritiky čtenářů. Zejména je to nenavazující děj povídek a okrajová role Napipi. Důležité je ale zmínit, že ačkoli je tato kniha stará několik desítek let, je neustále oblíbenou i mezi dnešními generacemi dětí.

## Další zdroje
- SEKORA, Ondřej. Kuře Napipi a jeho přátelé. Vydání sedmé, v Knižním klubu třetí. Praha: Knižní klub, 2016. 73 stran.
- Digitální knihovna Kramerius. Digitální knihovna Kramerius [online].